# Jordi Casas
Jordi Casas i Bedós (Sabadell, 13 de mayo de 1954) es un abogado y político español, nacionalista catalán moderado, miembro de Unión Democrática de Cataluña (UDC), que ha sido diputado al Congreso, senador y diputado en el Parlamento de Cataluña.

## Biografía
Licenciado en Derecho por la Universidad de Barcelona, es miembro del Círculo de Economía. Fue asesor jurídico del diversas entidades que agrupan a empresas del sector textil. En el ámbito político es miembro de Unió Democràtica de Catalunya (UDC) desde 1983, donde forma parte de su comité de dirección. Se considera influenciado por Josep Antoni Durán i Lleida y Miquel Roca. Fue elegido concejal de Matadepera en las elecciones municipales de 1983 y de Sabadell en las de 1995, dentro de la coalición Convergència i Unió (CiU), formada entre UDC y Convergència Democràtica de Catalunya (CDC). Con CiU fue elegido diputado al Congreso por la circunscripción de Barcelona en las elecciones generales de 1986, renovando el escaño en las siguientes dos convocatorias electorales: elecciones de 1989 y 1993. Después resultó elegido diputado en el Parlamento de Cataluña en tres ocasiones: 1995, 1999 y 2003. En su tarea de parlamentario destacó como ponente en más de catorce proyectos de ley, en especial en materias fiscales, tributarias y relacionadas con la Unión Europea.
Fue también designado senador por la comunidad autónoma de Cataluña, formando parte de la mesa de la cámara alta desde 2004. En 2011 fue nombrado delegado del gobierno de Cataluña en Madrid, pero dimitió en el verano de 2013, siendo relevado por Josep Maria Bosch Bessa. A propósito del proyecto de referéndum y el discurso independentista de diversas formaciones políticas catalanas, se ha mostrado contrario a las posiciones que pretenden enfrentar a España y Cataluña, lamentando que, si el espíritu de la Transición Española fue la búsqueda del "acuerdo", los actuales dirigentes políticos parecen más partidarios de fomentar la "discrepancia", y ha sido crítico con quienes, desde Cataluña, ven la crisis política catalana solo "como un problema de España".

## Reconocimientos
- Gran Cruz de la Orden del Mérito Civil (2016)[5]